# Kim Sae-byuk
Kim Sae-byuk (en hangul, 김새벽; Busan, 24 de octubre de 1986) es una actriz surcoreana, destacada sobre todo por su trabajo en el ámbito del cine independiente de su país.

## Carrera
Estudió turismo en la universidad.
Su afición al cine surgió favorecida por el hecho de que sus padres administraban una tienda de alquiler de vídeos, pero solo a los 25 años pensó por primera vez en ser actriz. Justo antes de graduarse en la universidad dejó Busan y fue a Seúl, donde ya vivía su hermana y donde estudió actuación, al tiempo que empezó a obtener papeles menores en teatro, musicales y también películas, como Sunny y Romance Joe. Como actriz de cine debutó en 2009, cuando fue elegida en una audición para un cortometraje. Su primer papel protagonista fue en el drama Stateless Things (2011), donde llamó la atención su interpretación de una joven china de ascendencia coreana que es explotada por su jefe. En 2014 protagonizó A Midsummer's Fantasia, trabajo por el que recibió los elogios de la crítica y nominaciones a varios premios, como la nueva cara del cine independiente surcoreano. La película dio origen a una cierta polémica en su país cuando se supo que una de las escenas mostraba un beso que había sido filmado sin el consentimiento previo de la actriz.
Kim continuó alternando trabajos de este tipo (Manshin: Ten Thousand Spirits, Jamsil) junto con papeles en producciones más convencionales (Tazza: The Hidden Card). En 2017 protagonizó dos de las películas mejor consideradas del año, The Day After de Hong Sang-soo y The First Lap de Kim Dae-hwan. Otro de sus papeles importantes llegó en 2018 con el personaje de Kim Yoo-young en Jamsil, dirigida por Lee Wan-min. En 2020 ganó como la mejor actriz de reparto en los premios Baeksang Arts y los de la Asociación Coreana de Críticos de Cine, por su actuación en la película independiente House of Hummingbird (2018) como una profesora de caracteres chinos. También en 2020 volvió a trabajar para Hong Sang-soo primero en La mujer que escapó y después en In Front of Your Face.
En 2022 rodó Sophie's World con una parte mayoritaria de diálogos en inglés. La película trata sobre la relación entre una pareja común surcoreana y una extranjera que se queda en su casa.
La presencia de Kim en televisión ha sido mucho más esporádica que en cine. Hasta 2023 se ha limitado a algunos papeles en la serie Drama Special, formada con producciones dramáticas en un solo capítulo, y otra pequeña aparición en la serie de tvN Hometown. En este mismo año está anunciada su participación como actriz de reparto en la serie de Netflix Queenmaker, cuyo lanzamiento está previsto para el mes de abril.

## Filmografía

### Cine
| Año  | Título                        | Papel                                  | Notas              | Ref.                 |
| ---- | ----------------------------- | -------------------------------------- | ------------------ | -------------------- |
| 2011 | Sunny                         | Antigua presidenta de la clase 3       |                    |                      |
| 2012 | Stateless Things              | Soon-hee                               | Protagonista       | [ 7 ]                |
| 2012 | Romance Joe                   | Enfermera                              |                    |                      |
| 2012 | Deranged                      |                                        |                    |                      |
| 2013 | Hard to Say                   |                                        | Cortometraje       | [ 7 ]                |
| 2014 | Manshin: Ten Thousand Spirits | Mujer del señor Park                   |                    | [ 7 ]                |
| 2014 | Futureless Things             | Min-hee                                |                    | [ 7 ]                |
| 2014 | Tazza: The Hidden Card        | Refugiada norcoreana                   |                    | [ 1 ]                |
| 2014 | A Midsummer's Fantasia        | Hye-jeong/Mi-jeong                     | Protagonista       | [ 1 ] [ 12 ]         |
| 2014 | Whistle Blower                | Investigadora 2                        |                    |                      |
| 2015 | The Son Of Sun                |                                        | Cortometraje       |                      |
| 2016 | Snow Paths                    | Hermana Teresa de joven                |                    |                      |
| 2016 | Queen of Walking              | Maestra                                |                    | [ 13 ] [ 14 ]        |
| 2016 | Birds Fly Back to the Nest    | Keum Hee                               | Cortometraje       |                      |
| 2016 | Wednesday Prayer Group        | So-yeon                                | Cortometraje       |                      |
| 2017 | The Day After                 | Lee Chang-sook                         |                    | [ 15 ] [ 16 ] [ 17 ] |
| 2017 | Possible Faces                | Hye-jin                                |                    | [ 18 ]               |
| 2017 | The First Lap                 | Ji-young                               |                    | [ 19 ]               |
| 2018 | A Blue Mouthed Face           | Jin-hee                                |                    |                      |
| 2018 | Jamsil                        | Estudiante de secundaria/Kim Yoo-young |                    | [ 1 ] [ 8 ] [ 20 ]   |
| 2018 | Adulthood                     | Superintendente de guardia             |                    |                      |
| 2018 | House of Hummingbird          | Yong-ji                                |                    | [ 21 ]               |
| 2018 | A Fine Day to Walk            | Sae-byuk                               |                    | [ 22 ]               |
| 2018 | Grass                         | Ji-young                               |                    |                      |
| 2019 | The King of the Border        | Yu Jin                                 |                    | [ 23 ] [ 24 ]        |
| 2019 | A Resistance                  | Kim Hyang-hwa                          |                    |                      |
| 2020 | La mujer que escapó           | Woo-jin                                |                    |                      |
| 2020 | The Last Guest                | Soo-young                              | Cortometraje       | [ 25 ]               |
| 2021 | In Front of Your Face         | Dueña de casa antigua                  |                    | [ 26 ]               |
| 2021 | The Man of Merit              | Kok Ji                                 |                    |                      |
| 2021 | Re-Re-Project – Hana Story    | Hana                                   | Película colectiva | [ 27 ]               |
| 2021 | A Day in the Novelist Gubo    | Ji-yu                                  |                    | [ 28 ]               |
| 2022 | Kingmaker                     | Myung-sook                             |                    | [ 29 ]               |
| 2022 | Sophie's World                | Soo-young                              |                    | [ 30 ] [ 31 ]        |
| 2022 | Broker                        | Mujer del señor Song                   | Aparición especial | [ 32 ]               |

### Series de televisión
| Año  | Título                 | Papel           | Canal   | Notas         | Ref.          |
| ---- | ---------------------- | --------------- | ------- | ------------- | ------------- |
| 2009 | The Splendor of Youth  |                 |         |               |               |
| 2012 | Return Home            | Hong-yi         | KBS2    | Drama Special | [ 33 ]        |
| 2018 | Dreamer                | Se-young        | KBS2    | Drama Special | [ 34 ]        |
| 2021 | Hometown               | Im Se-yoon      | tvN     |               | [ 11 ]        |
| 2022 | Silence of the Lambs   | Choi Hyung-won  | KBS2    | Drama Special | [ 35 ] [ 36 ] |
| 2023 | Queenmaker             | Eun Chae-ryeong | Netflix | Serie web     | [ 37 ]        |
| 2024 | LTNS                   | Se-yeon         | TVING   | Serie web     | [ 38 ] [ 39 ] |
| 2024 | Hablando con franqueza | Chae Yeon       | JTBC    |               | [ 40 ]        |

## Premios y nominaciones
| Año  | Premios                                 | Categoría                                  | Papel                  | Resultado | Ref.          |
| ---- | --------------------------------------- | ------------------------------------------ | ---------------------- | --------- | ------------- |
| 2015 | 24.º Buil Film                          | Mejor actriz revelación                    | A Midsummer's Fantasia | Nominada  |               |
| 2016 | 3.º Wildflower Film                     | Mejor actriz                               | A Midsummer's Fantasia | Nominada  |               |
| 2016 | 52.º Baeksang Arts                      | Mejor actriz revelación                    | A Midsummer's Fantasia | Nominada  | [ 41 ]        |
| 2018 | 55.º Grand Bell                         | Mejor actriz de reparto                    | Adulthood              | Nominada  | [ 42 ] [ 43 ] |
| 2019 | 6.º Wildflower Film                     | Mejor actriz de reparto                    | Grass                  | Ganadora  | [ 44 ]        |
| 2019 | 28.º Buil Film                          | Mejor actriz de reparto                    | Grass                  | Nominada  | [ 45 ]        |
| 2019 | 40.º Blue Dragon Film                   | Mejor actriz de reparto                    | House of Hummingbird   | Nominada  |               |
| 2019 | Malaysia Golden Global                  | Mejor actriz de reparto                    | House of Hummingbird   | Ganadora  | [ 46 ]        |
| 2019 | 39.º Korean Association of Film Critics | Mejor actriz de reparto                    | House of Hummingbird   | Ganadora  | [ 47 ]        |
| 2020 | 56.º Grand Bell                         | Mejor actriz de reparto                    | House of Hummingbird   | Nominada  | [ 48 ]        |
| 2020 | 25.º Chunsa Film Art                    | Mejor actriz de reparto                    | House of Hummingbird   | Nominada  | [ 49 ]        |
| 2020 | 29.º Buil Film                          | Mejor actriz de reparto                    | House of Hummingbird   | Nominada  |               |
| 2020 | 7.º Wildflower Film                     | Mejor actriz de reparto                    | House of Hummingbird   | Nominada  |               |
| 2020 | 56.º Baeksang Arts                      | Mejor actriz de reparto                    | House of Hummingbird   | Ganadora  | [ 9 ] [ 50 ]  |
| 2022 | KBS Drama                               | Mejor actriz en Drama Special/cine para TV | Silence of the Lambs   | Nominada  | [ 51 ]        |